# Діаграма Ішикави

Рисунок 1. Запропонована професором Каору Ішікава схема унаочнює роботу над покращенням якості виробничих процесів.

Діаграма Ішікави — відома як діаграма «риб'ячої кістки» (англ. Fishbone Diagram) або «причиново-наслідкова» діаграма (англ. Cause and Effect Diagram), а також як діаграма «аналізу кореневих причин».
Один з семи основних інструментів вимірювання, оцінювання, контролю та покращення якості виробничих процесів, що входять до «родини інструментів контролю якості»:
1. контрольна карта
2. діаграма Парето
3. гістограма
4. контрольний аркуш
5. діаграма Ішикави
6. розшарування (стратифікація)
7. діаграма розсіювання

## Опис методу
Діаграма Ішікави — графічний спосіб дослідження та визначення найбільш суттєвих причиново-наслідкових взаємозв'язків між чинниками (факторами) та наслідками у досліджуваній ситуації чи проблемі. Діаграма названа на честь одного з найбільших японських теоретиків менеджменту професора Ішікави Каору (Ishikawa Kaoru — яп. 石川馨が), який запропонував її 1952 року (за іншими даними — 1943 року), як доповнення до існуючих методик логічного аналізу та покращення якості процесів в промисловості Японії.
Ішікава є одним з розробників нової концепції організації виробництва, втіленої на фірмі «Тойота». Запропонована професором Каору Ішікава схема унаочнює роботу над покращенням якості виробничих процесів. Вона, як і більшість інструментів якості, є засобом візуалізації та організації знань, який систематичним чином полегшує розуміння і кінцеву діагностику певної проблеми.
Така діаграма надає можливість виявити ключові взаємозв'язки між різними факторами та більш достеменно зрозуміти досліджуваний процес. Діаграма сприяє визначенню головних чинників, які спричиняють найзначніший внесок до проблеми, що розглядається, та попередженню або усуненню їхньої дії.
Схема знаходить широке застосування при розробленні нової продукції, з метою виявлення потенційних факторів, дія яких викликає спільний ефект.

Рисунок 2. Приклад діаграми причиново-наслідкових зв'язків, на якій відображено 2 рівні кісток.

Вигляд діаграми при розгляді поля досліджуваної проблеми справді нагадує кістяк риби (очі звичайно рухаються зліва направо, як при читанні рядка тексту). Проблема позначається основною стрілкою. Фактори, що посилюють проблему, відображають стрілками, похиленими до основної праворуч, а ті, що нейтралізують проблему — з нахилом вліво. При поглибленні рівня аналізу до стрілок факторів можуть бути додані стрілки впливаючих на них факторів другого порядку і т. д. На рисунку 2 відображено такий приклад з двома рівнями кісток: червоним кольором позначено 1-й рівень — головні (корінні): a, b, c, d, а синім 2-й рівень — поглиблені (деталізуючі) причини (чинники) досліджуваного впливу на результат (серед чинників 2-го рівня є, як ті, що підсилюють дію 1-го рівня — e, f, g, h, i, l, m, o, p, так також і ті, що її послаблюють — k, n). Далі поглиблюють розділення виявлених чинників за їхньою зростаючою специфічністю до тих пір, поки гілки проблеми піддаються додатковому поділу (при цьому необхідно виявляти справжні причини, а не симптоми).
Ключове завдання полягає у тому, щоб мати від трьох до шести основних категорій, які охоплюють всі можливі впливи. Фактично максимальна глибина такого дерева досягає чотирьох або п'яти рівнів. Коли така створювана діаграма є повною, вона відтворює досить повну картину всіх можливих основних причин визначеної проблеми.
Діаграма Ішікави використовується як аналітичний інструмент для перегляду дії можливих факторів та виокремлення найважливіших причин, дія яких породжує конкретні наслідки та піддається управлінню.
Робота з діаграмою Ішікави проводиться в кілька етапів:
- Виявлення та збирання всіх факторів та причин, що будь-яким чином впливають на досліджуваний результат.
- Групування факторів за смисловим та причиново-наслідковими блоками.
- Ранжирування цих факторів всередині кожного блоку.
- Аналіз отриманої картини.
- «Відкидання» факторів, на які ми не можемо впливати.
- Ігнорування малозначущих і непринципових чинників.

Щоб більш ефективно виявити та додати можливі причини до складу основних, а також більш конкретно деталізувати ймовірні першопричини відгалужень «основної кістки» традиційно застосовують метод стимулювання генерації творчих ідей, відомий як «мозковий штурм». Типовим застосуванням такого методу є виконання рисунка діаграми на дошці керівником команди, який першим визначає основні проблеми й просить про допомогу у групи співробітників з метою визначення основних причин, які схематично позначено на основній кістці діаграми, і їхньої деталізації. Група надає пропозиції поки, зрештою, буде заповнена вся причиново-наслідкова діаграма. Після завершення обговорення вирішують, що є найімовірнішою кореневою причиною проблеми.